# Cinctorres
Cinctorres ist eine Gemeinde (municipi) im Norden der Provinz Castelló in der Valencianischen Gemeinschaft in Spanien. Sie ist Teil der Comarca Els Ports und hat 442 Einwohner (Stand: 2024).

## Geografie
Cinctorres liegt etwa 75 Kilometer nordnordwestlich von Castellón de la Plana in einer Höhe von ca. 905 m. 

## Bevölkerungsentwicklung
| Jahr      | 1970 | 1981 | 1991 | 2001 | 2011 | 2021 |
| Einwohner | 876  | 698  | 613  | 502  | 473  | 404  |

## Sehenswürdigkeiten
- Peterskirche
- Marienkapelle
- Markuskapelle
- Ludwigskapelle
- Vinzenzkapelle
- Kalvarienkapelle
- Alter Dominikanerkonvent
- Herrenhaus der Les Escaletes
- Herrenhaus der Ossets (heute Hotel)

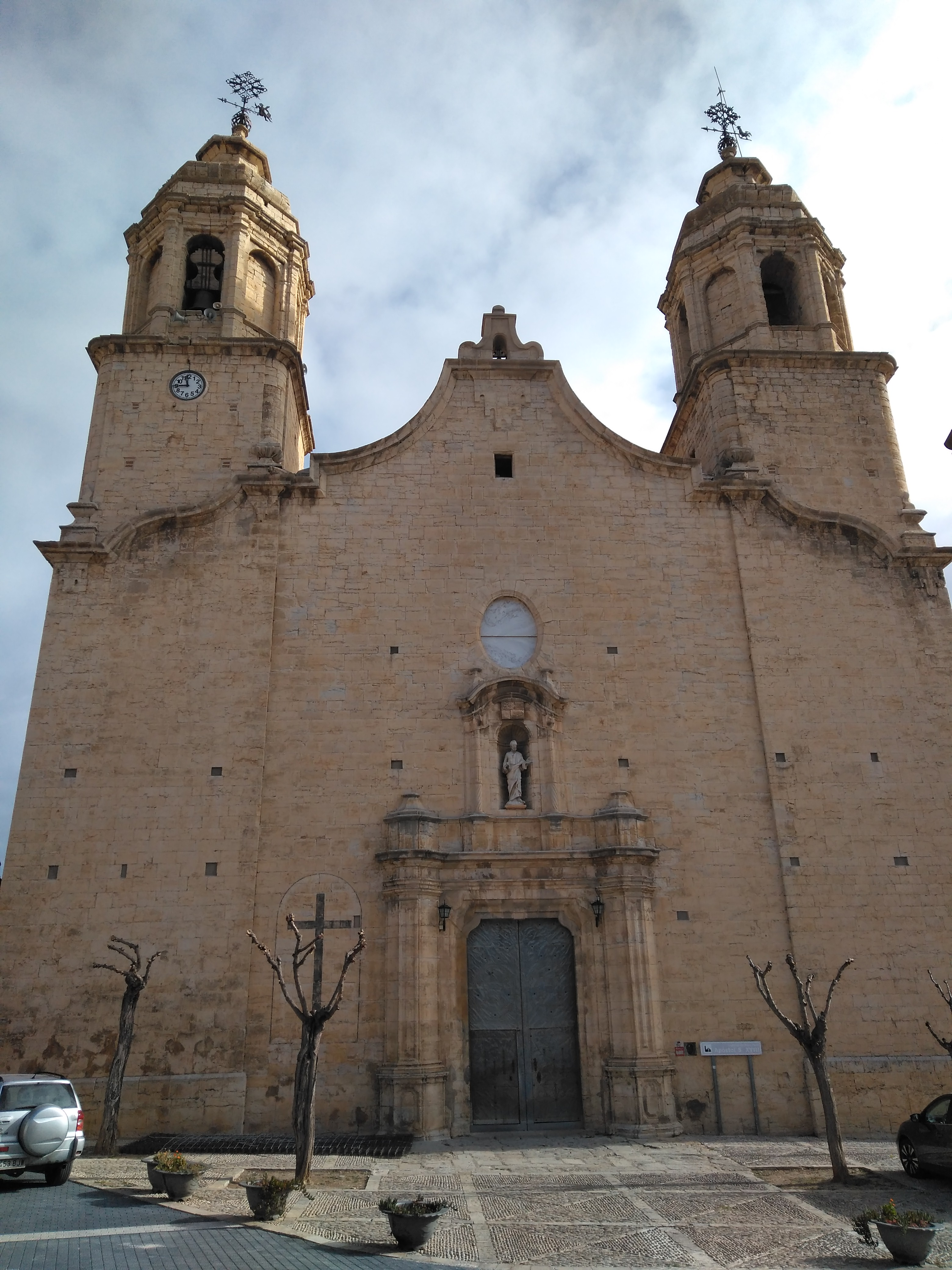
Peterskirche
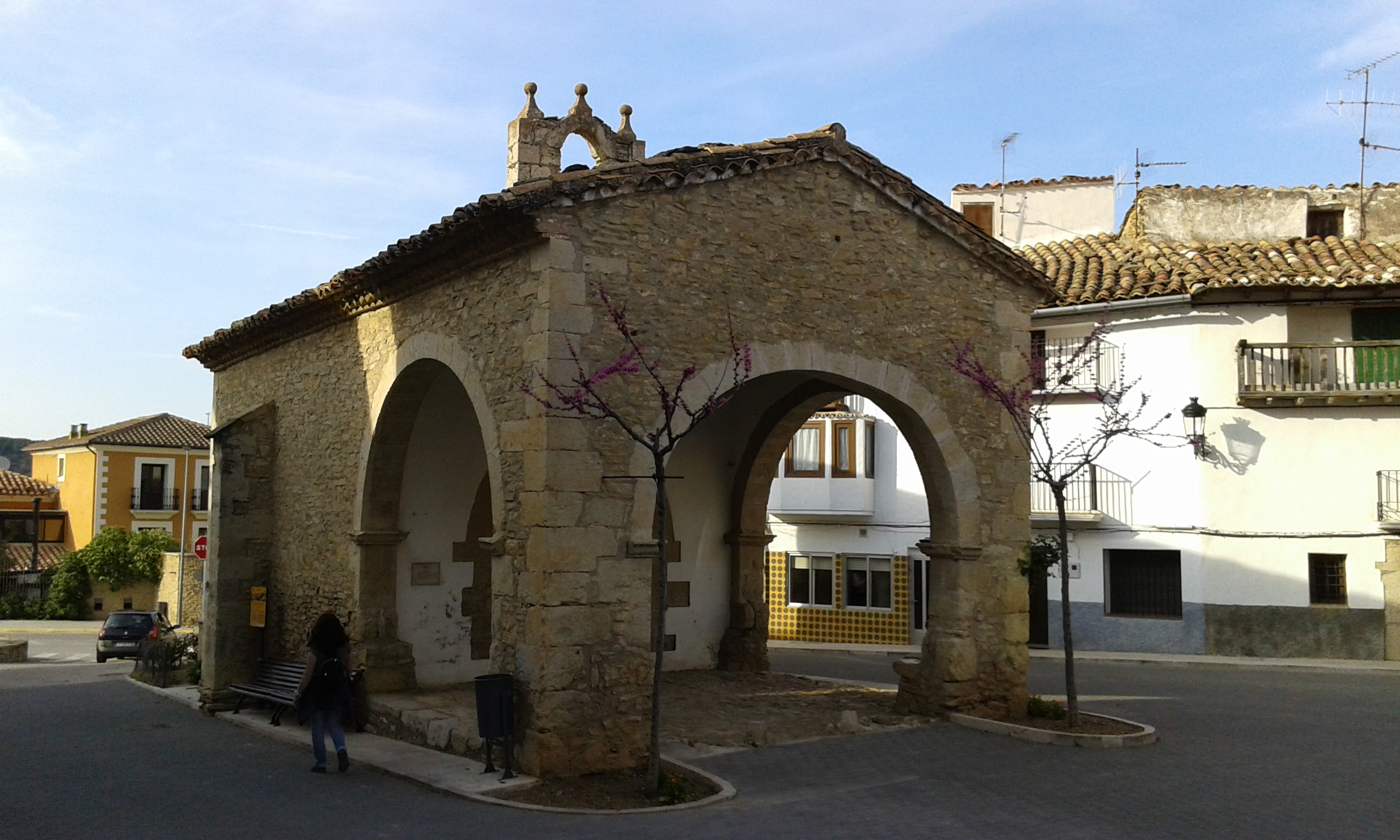
Ludwigskapelle
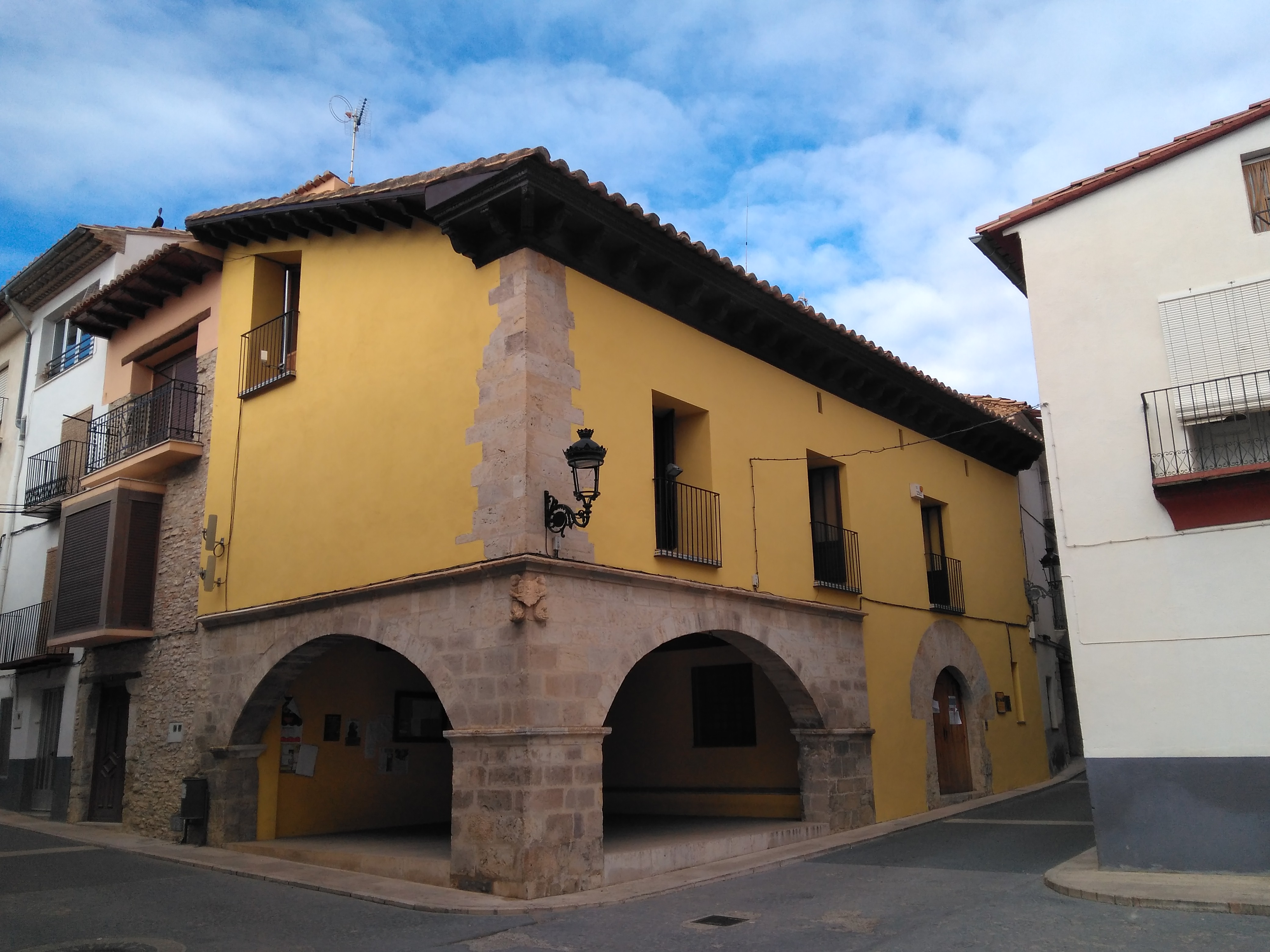
Rathaus